# I Cumbre de Unasur
La I Cumbre de Unasur fue el primer encuentro del Consejo de Jefes de Estado y de Gobierno de la Unasur, celebrado en Santiago, Chile, el 15 de septiembre de 2008.

## Desarrollo
Después de las Cumbres realizadas durante el proceso constitutivo de UNASUR, la primera cumbre formal de la Unión fue convocada por la presidenta pro témpore, Michelle Bachelet, con carácter de emergencia en Santiago de Chile, el 15 de septiembre de 2008.
Esta primera cumbre fue convocada para tratar una crisis política interna de Bolivia en el marco de la polarización aguda que vivía este país por el enfrentamiento político entre el gobierno central y los gobiernos regionales autónomos. A ella asistieron los mandatarios de Argentina, Bolivia, Brasil, Colombia, Ecuador, Paraguay, Uruguay y Venezuela y el secretario general de la OEA, José Miguel Insulza.
Tras 6 horas de reunión entre los mandatarios en el Palacio de la Moneda, acordaron finalmente solidarizarse con el gobierno de Evo Morales y dar «su más pleno y decidido respaldo a Bolivia». También la presidenta chilena anunció la creación de una comisión investigadora sobre la masacre de Pando.